# Recorded Live
Recorded Live is het derde livealbum van de Britse rock- en bluesband Ten Years After. Het album is opgenomen in 1973 tijdens concerten in Amsterdam, Rotterdam, Parijs en Frankfurt.

## Muzikanten
- Alvin Lee – zang, gitaar
- Leo Lyons – basgitaar
- Ric Lee – drums
- Chick Churchill – keyboards

## Muziek
Op dit live dubbelalbum staan vooral stevige rocknummers met lange solo’s, waaronder een drumsolo in het nummer The hobbit. Sommige van deze nummers  zijn eerder verschenen op een studioalbum, zoals One of these days (van het album A Space In Time), You give me loving en Choo choo mama (beide van het album Rock & Roll Music to the World). Help me en  I can ’t keep from crying sometimes stonden beide al op het eerste studioalbum. De muziek op dit livealbum is ruiger en harder dan op de studioalbums en de band improviseert meer.  Er staan drie korte stukjes op, waarin gitarist Alvin Lee zijn muzikale trukendoos opentrekt.  Classical thing speelt hij een klassiek  stukje op akoestische gitaar, op Scat thing zingt hij woordloos mee met zijn jazzy gitaarspel en op Silly thing speelt hij een country deuntje (fingerpicking).  De meeste nummers zijn geschreven door Alvin Lee. Good morning little schoolgirl is opgenomen door Sonny Boy Williamson I in 1937 en later gespeeld door onder anderen Muddy Waters, Johnny Winter en de Yardbirds. Help me is geschreven door de blueszanger Alex Miller, (artiestennaam Sonny Boy Williamson II samen met Willie Dixon en Ralph Bass. Dit nummer werd voor het eerst uitgevoerd in 1963. I can’t keep from crying sometimes is in 1966 geschreven door sessiemuzikant  Al Kooper, die in de jaren zestig onder meer speelde met Bob Dylan en Blood Sweat and Tears. I'm Going Home was het succesnummer van Ten Years After op het Woodstock Festival.

## Originele album

### Kant A
- One of These Days (Alvin Lee) Frankfurt – 5:36

1. You Give Me Loving (Alvin Lee) Frankfurt – 5:25
2. Good Morning Little Schoolgirl (Sonny Boy Williamson I) Frankfurt  – 7:15

### Kant B
1. Hobbit  (Ric Lee) Frankfurt – 7:15
2. Help Me (Sonny Boy Williamson II/Willie Dixon/Ralph Bass) Amsterdam – 10:44

### Kant C
1. Classical Thing (Alvin Lee)  Parijs – 0:55
2. Scat Thing (Alvin Lee)  Parijs – 0:54
3. I Can't Keep From Cryin' Sometimes (part 1) (Al Kooper) Parijs  – 1:57
4. Extension on One Chord (Alvin Lee/Ric Lee/Chick Churchill/Leo Lyons) Parijs  – 10:46
5. I Can't Keep From Cryin' Sometimes (part 2) (Al Kooper) Parijs – 3:21

### Kant D
1. Silly Thing (Alvin Lee) Frankfurt – 0:26
2. Slow Blues in C (Alvin Lee) Frankfurt  – 7:24
3. I'm Going Home (Alvin Lee) Frankfurt – 9:30
4. Choo Choo Mama (Alvin Lee) Frankfurt – 2:56

## Heruitgave met bonustracks (2013)
In 2013 kwam er een dubbel-cd uit, met remasters van de nummers die op het oorspronkelijke album stonden, aangevuld met zeven bonustracks. Op beide cd's staat onder meer een jamsessie van ruim een kwartier waarin een bassolo voorkomt. De bonustrack Sweet Little Sixteen is oorspronkelijk in 1958 bekend geworden door rock-'n-rollzanger Chuck Berry. Standing at the station staat op het studioalbum Rock & Roll Music to the World en I woke up this morning komt van het studioalbum Ssssh.

### Cd 1
1. One of These Days (Alvin Lee) Frankfurt  – 6:20
2. You Give Me Loving (Alvin Lee) Frankfurt – 6:10
3. Good Morning Little Schoolgirl (Sonny Boy Willamson I)Frankfurt – 7:27
4. Hobbit (Rick Lee) Frankfurt – 8:36
5. Help Me (Sony Boy Willamson II/Willie Dixon/ Ralph Bass) Amsterdam – 10:49
6. Time Is Flying (Alvin Lee) Frankfurt – 5:36 (bonustrack)
7. Standing at the Station (Alvin Lee) Frankfurt  – 11:51 (bonustrack)
8. Jam (Alvin Lee/Ric Lee/Chick Churchill/Leo Lyons) Amsterdam – 18:09 (bonustrack)

### Cd 2
1. Help Me (Sonny Boy Williamson II/Willie Dixon/Ralph Bass) Parijs – 12:06 (bonustrack)
2. I Woke Up This Morning (Alvin Lee) Rotterdam – 4:26  (bonustrack)
3. Sweet Little Sixteen (Chuck Berry)Frankfurt  – 4:24 (bonustrack)
4. Jam (Alvin Lee/Ric Lee/Chick Churchill/Leo Lyons) Frankfurt – 16:33 (bonustrack)
5. Classical Thing (Alvin Lee) Parijs – 0:53
6. Scat Thing (Alvin Lee) Parijs – 0:57
7. I Can't Keep From Cryin' Sometimes (part 1) (Al Kooper) Parijs – 1:57
8. Extension on One Chord (Alvin Lee/Ric Lee/Chick Churchill/Leo Lyons) Parijs – 10:45
9. I Can't Keep From Cryin' Sometimes (part 2) (A. Kooper) Parijs  – 3:12
10. Silly Thing (Alvin Lee) Frankfurt – 1:09
11. Slow Blues in C (Alvin Lee) Frankfurt – 8:14
12. I'm Going Home (Alvin Lee) Frankfurt – 10:54
13. Choo Choo Mama (Alvin Lee) Frankfurt – 3:21

## Album
Dit livealbum is opgenomen van 26 tot en met 29 januari 1973 tijdens concerten in Amsterdam, Rotterdam, Frankfurt en Parijs met behulp van de mobiele opnametruck van de Rolling Stones. Vervolgens is het gemixd in de Olympic Studio’s in Londen. De techniek was in handen van Chris Wright(coördinator) en Chris Kimsey (technicus). Het album is geproduceerd door Ten Years After. Dit was het derde livealbum van Ten Years After na Undead (1968) en Live at the Fillmore East (1970). Dit album is uitgebracht op 1 juni 1973 door Chrysalis Records. Vanaf 1990 is het ook als Compact Disk verkrijgbaar. Op de hoes staan grote bandopname recorders en panelen en op een klein beeldscherm is een gitaarspelende Alvin Lee te zien. Het hoesontwerp is van Visualeyes, die ook de hoes heeft gemaakt van het studioalbum Rock & Roll Music to the World. De foto’s zijn gemaakt door Brian Cooke.

## Ontvangst
Dit album kreeg drie sterren (van de vijf) op de site AllMusic. Het stond 21 weken in de Amerikaanse Billboard Album 200 en behaalde een 39ste plaats. In Groot-Brittannië stond het twee weken genoteerd met als hoogste een 36ste plaats.